# اشتایر آاوگ

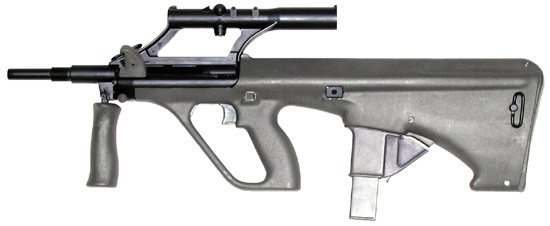
آاوگ ۹ میلی‌متری

A U G یا اشتایر آاوگ (به آلمانی: Steyr AUG) یا آاوگ نام یک تفنگ تهاجمی بولپاپ ۴۵×۵٫۵۶ میلی‌متری ساخت اتریش است. طراحی این اسلحه در دههٔ ۱۹۷۰ میلادی به دست کارخانه اشتایر مانلیخر انجام‌گرفت و از ۱۹۷۸ بدین سو از سوی نیروهای مسلح کشورهای بسیاری به کار گرفته می‌شود.
آاوگ(AUG) کوتاه‌شدهٔ عبارت آلمانی Armee Universal Gewehr به معنای تفنگ جهانی ارتش می‌باشد. آاوگ در جنگ در تیمور شرقی، حملهٔ نیروهای متحد به افغانستان و نیز در حمله به عراق به کار بسته‌شده‌است. نمونه‌های گوناگون آن در ارتش کشورهای اتریش، استرالیا، زلاند نو، آرژانتین، بولیوی، اکوادور، ایرلند، لوکزامبورگ، عربستان سعودی، تونس، پاکستان و ایالات متحده آمریکا استفاده می‌شود.
این تفنگ از دید نما یک نمونهٔ بولپاپ است و نمونه‌های بسیاری از آن با درازا و وزن و اندازهٔ فشنگ گونه‌گون ساخته‌شده‌است.
این تفنگ همچنین در کشور الجزایر هم به گونهٔ محدود استفاده می‌شود. یگان‌های ویژهٔ بلغارستان نیز آن بهره می‌برند. همچنین نیروهای کامرون، جزایر فالکلند و اکوادور از آن بهره‌مندند. در آلمان نیز پلیس و یگان ویژهٔ این کشور از آن برخوردارند. نمونه‌های متفاوتی از آن نیز به‌طور محدود در فرانسه مورد بهره‌برداری‌است. کشورهای ایتالیا، مراکش، لاتویا، نیجریه، عمان هم ارتش‌های خود را بدان مسلح نموده‌اند. نیز نیروهای ویژهٔ صربستان و فیلیپین و ونزوئلا آن را به کار می‌برند و ارتش پادشاهی تایلند هم بدان زینه‌ور است.